# Saison 1964-1965 de l'USM Blida
Maillots
Chronologie
Saison précédente Saison suivante
La saison 1964-1965 de l'Union sportive musulmane de Blida est la 3e saison du club en première division du championnat d'Algérie depuis l'indépendance de l'Algérie. Les matchs se déroulent dans le championnat d'Algérie et en Coupe d'Algérie.
Le championnat d'Algérie débute le 13 septembre 1964, avec la première journée de championnat. L'USMB se classe dixième de la compétition.

## Compétitions

### Championnat

#### Rencontres
Le tableau ci-dessous retrace dans l'ordre chronologique les 30 rencontres officielles jouées par l'USM Blida durant la saison. Les buteurs sont accompagnés d'une indication entre parenthèses sur la minute de jeu où est marqué le but et, pour certaines réalisations, sur sa nature (penalty ou contre son camp). Le bilan général de la saison est de 8 victoires, 12 matchs nuls et 10 défaites.
| Date              | Journée     | Adversaire     | Lieu | Score  | Buteur(s) pour l'USM Blida                                 | Buteur(s) pour l'adversaire    |
| ----------------- | ----------- | -------------- | ---- | ------ | ---------------------------------------------------------- | ------------------------------ |
| MATCHS ALLER      |             |                |      |        |                                                            |                                |
| 13 septembre 1964 | 1re journée | ASM Oran       | Dom. | 0 – 0  | –                                                          | –                              |
| 27 septembre 1964 | 2e journée  | ES Sétif       | Ext. | 0 – 1  | ? ?                                                        | –                              |
| 4 octobre 1964    | 3e journée  | CR Belcourt    | Dom. | 2 – 2  | Kerrache 35e, Bouak 83e                                    | Hamitti 50e, Lalmas 55e        |
| 18 octobre 1964   | 4e journée  | USM Alger      | Ext. | 0 – 1  | Baldo 30e                                                  | –                              |
| 25 octobre 1964   | 5e journée  | USM Annaba     | Dom. | 0 – 2  | –                                                          | –                              |
| 8 novembre 1964   | 6e journée  | JSM Tiaret     | Ext. | 0 – 0  | –                                                          | –                              |
| 15 novembre 1964  | 7e journée  | ES Mostaganem  | Dom. | 4 – 1  | Guerrache 40e 66e, M'hamed Sebkhaoui 47e (pen.), Baldo 80e | Maouche 43e                    |
| 22 novembre 1964  | 8e journée  | ES Guelma      | Ext. | 0 – 1  | -                                                          |                                |
| 6 décembre 1964   | 9e journée  | MC Oran        | Dom. | 3 – 3  | ? ?, ? ?, ? ?                                              | ? ?, ? ?, ? ?                  |
| 20 décembre 1964  | 10e journée | MO Constantine | Ext. | 1 – 2  | ? ?, Baldo 88e                                             | ?                              |
| 10 janvier 1965   | 11e journée | MSP Batna      | Dom. | 1 – 0  | ? ?                                                        |                                |
| 17 janvier 1965   | 12e journée | MC Alger       | Ext. | 1 – 2  | Mazouza 17e                                                | Lemoui 22e, Saâdi 43e          |
| 24 janvier 1965   | 13e journée | USM Sétif      | Ext. | 1 – 1  | ? ?                                                        | ? ?                            |
| 31 janvier 1965   | 14e journée | NA Hussein Dey | Dom. | 0 – 1  | –                                                          | ? ?                            |
| 7 février 1965    | 15e journée | MC Saïda       | Dom. | 1 – 1  | Mazouza 73e                                                | Kerroum 78e                    |
| MATCHS RETOUR     |             |                |      |        |                                                            |                                |
| 21 février 1965   | 16e journée | ASM Oran       | Ext. | 0 –0   | -                                                          |                                |
| 28 février 1965   | 17e journée | ES Sétif       | Dom. | 2 – 0  | ? ?, ? ?                                                   |                                |
| 7 mars 1965       | 18e journée | CR Belcourt    | Ext. | 0 – 1  | -                                                          | Kalem 37e                      |
| 21 mars 1965      | 19e journée | USM Alger      | Dom. | 4 – 0  | ? ?, ? ?, ? ?, ? ?                                         | –                              |
| 4 avril 1965      | 20e journée | USM Annaba     | Ext. | 1 – 4  | –                                                          | ? ?, ? ?, ? ?, ? ?             |
| 11 avril 1965     | 21e journée | JSM Tiaret     | Dom. | 2 – 2  | Khaled Kritli 8e 56e                                       | Souidi 11e, Tahar 84e          |
| 18 avril 1965     | 22e journée | ES Mostaganem  | Ext. | 1 – 2  | Khaled Kritli 38e                                          | Rezkane 77e, Soudani 85e       |
| 25 avril 1965     | 23e journée | ES Guelma      | Dom. | 2 – 2  | ? ?, ? ?                                                   | ? ?, ? ?                       |
| 16 mai 1965       | 24e journée | MC Oran        | Ext. | 1 – 3  | Beddiar 8e (csc)                                           | Boudjellal 26e 75e, Belgot 36e |
| 23 mai 1965       | 25e journée | MO Constantine | Dom. | 1 – 1  | ? ?                                                        | ? ?                            |
| 30 mai 1965       | 26e journée | MSP Batna      | Ext. | 0 – 3* | Victoire du MSP Batna par Forfait.                         |                                |
| 6 juin 1965       | 27e journée | MC Alger       | Dom. | 3 – 2  | Kerrache 20e, Baldo 70e, Mazouza 75e                       | Saâdi 5e, Aouedj 42e           |
| 13 juin 1965      | 28e journée | USM Sétif      | Dom. | 1 – 1  | ? ?                                                        | ? ?                            |
| 27 juin 1965      | 29e journée | NA Hussein Dey | Ext. | 0 – 0  | –                                                          | –                              |
| 4 juillet 1965    | 30e journée | MC Saïda       | Ext. | 1 – 4  | ? ?                                                        | ? ?, ? ?, ? ?, ? ?             |

### Classement final
Le classement est établi sur le barème de points suivant : une victoire vaut 3 points, un match nul 2 points et une défaite 1 point.
| Rang | Équipe         | Pts | J  | G  | N  | P  | Bp | Bc | Diff |
| ---- | -------------- | --- | -- | -- | -- | -- | -- | -- | ---- |
| 1    | CR Belcourt    | 72  | 30 | 19 | 4  | 7  | 66 | 24 | +42  |
| 2    | MSP Batna      | 69  | 30 | 16 | 7  | 7  | 37 | 21 | +16  |
| 3    | ES Guelma      | 65  | 30 | 13 | 9  | 8  | 40 | 42 | -2   |
| 4    | NA Hussein Dey | 64  | 30 | 13 | 8  | 9  | 38 | 32 | +6   |
| 5    | MC Oran        | 62  | 30 | 12 | 7  | 11 | 38 | 31 | +7   |
| 6    | ES Sétif       | 62  | 30 | 12 | 8  | 10 | 31 | 31 | 0    |
| 7    | ES Mostaganem  | 59  | 30 | 11 | 7  | 12 | 36 | 40 | -4   |
| 8    | MC Saïda C     | 59  | 30 | 8  | 13 | 9  | 40 | 46 | -6   |
| 9    | USM Sétif      | 58  | 30 | 10 | 9  | 10 | 29 | 34 | -5   |
| 10   | USM Blida -1   | 57  | 30 | 8  | 12 | 10 | 36 | 37 | -1   |
| 11   | ASM Oran       | 57  | 30 | 9  | 9  | 12 | 29 | 38 | -9   |
| 12   | USM Annaba T   | 56  | 30 | 11 | 4  | 15 | 42 | 53 | -11  |
| 13   | MO Constantine | 56  | 30 | 9  | 8  | 13 | 32 | 49 | -17  |
| 14   | MC Alger       | 54  | 30 | 8  | 8  | 14 | 31 | 36 | -5   |
| 15   | JSM Tiaret     | 54  | 30 | 6  | 12 | 12 | 31 | 38 | -7   |
| 16   | USM Alger      | 54  | 30 | 8  | 8  | 14 | 36 | 44 | -8   |

Résultat
- Champion d'Algérie 1964-1965

Relégation
- Relégation en Division d'Honneur 1965-1966

Abréviations
T : Tenant du titre

C : Vainqueur de la Coupe d'Algérie 1964-1965

### Coupe d'Algérie

#### Rencontres
| Date             | Tour                       | Adversaire    | Stade (ville)                   | Résultat      | Buteurs pour l'USMB   |
| 22 novembre 1964 | Trente-deuxièmes de finale | O Médéa       | -                               | 2-2 (1er but) | -                     |
| 13 décembre 1964 | Seizièmes de finale        | WA Boufarik   | Stade des Frères-Brakni - Blida | 2-0           | -                     |
| 3 janvier 1965   | Huitièmes de finale        | CR Témouchent | Stade Habib-Bouakeul (Oran)     | 1-0ap         | Dahmane Meftah 93e    |
| 8 février 1965   | Quarts de finale           | USM Sétif     | Stade El Annasser, Alger        | 2-0           | Benaissa Bouak ?, ? ? |
| 28 mars 1965     | Demi finales               | ES Mostaganem | Stade du 20-Août-1955 (Alger)   | 0-1           |                       |

### Effectif
- La premiere composition de l'équipe de l'USM Blida qui affronté l'ASMO ; Zaragoci. Titous. Dahmani. Maâmar Ousser. Darridja. Akli. Kritli. Brahimi. Baldo, Beggah. Meftah (Arbitre, Loubari)
- La deuxième composition de l'équipe de l'USM Blida qui affronté l'ESS
- La troisième composition de l'équipe de l'USM Blida qui affronté CRB